# Newborn (памятник)
NEWBORN  — памятник и туристическая достопримечательность в Приштине, столице частично признанной Республики Косово. Он расположен напротив Дворца молодёжи и спорта и был открыт 17 февраля 2008 года, в день провозглашения независимости. Памятник представляет собой английское слово «newborn», состоящее из скульптур в виде печатных букв, которые первоначально были окрашены в ярко-желтый цвет. Впоследствии они были разукрашены флагами государств, признавших независимость Косова. Памятник ежегодно перекрашивается в преддверии 17 февраля. NEWBORN привлёк внимание международных средств массовой информации после провозглашения независимости Косова, в частности, появившись на первой полосе The New York Times.

## Предыстория
Памятник был создан Фисником Исмаили и креативным агентством «Ogilvy Kosova». На церемонии открытия организаторы раздавали чёрные перманентные маркеры и пригласили тогдашнего президента Косова Фатмира Сейдиу и премьер-министра республики Хашима Тачи оставить надписи на нём. Помимо первых лиц государства это также делали некоторые из около 150 000 людей, участвовавших в празднованиях 17 февраля 2008 года.

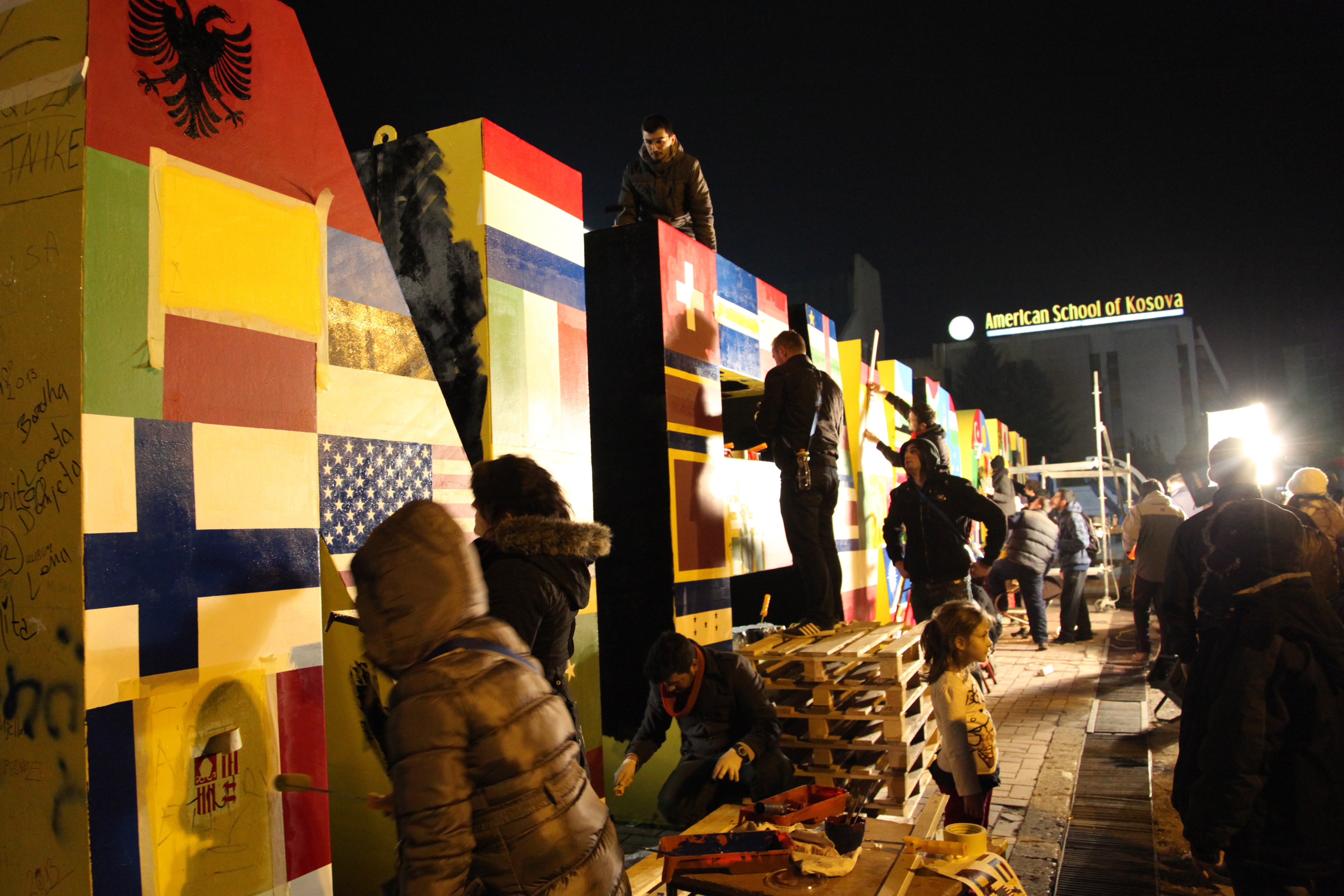
Перекраска памятника с флагами государств в преддверии пятой годовщины независимости Косова.

Вес памятника составляет около 9 тонн. Размер пространства, который он занимает, составляет 24 метра в длину, 0,9 метров в ширину и 3 метра в высоту. Буквы исполнены в шрифте DIN Black. NEWBORN был возведён в течение десяти дней круглосуточной работы.
Жёлтый цвет, выбранный в сочетании с голубыми знамёнами и лозунгами, символизировали цвета нового флага государства, а также цвета Европейского Союза

## Международное признание
Памятник с флагами стал обладателем призов в шести крупных международных соревнованиях в области дизайна. Так он был удостоен Золотого льва на 55-м ежегодном Международном фестивале рекламы «Каннские львы».